# نزع الكربوكسيل

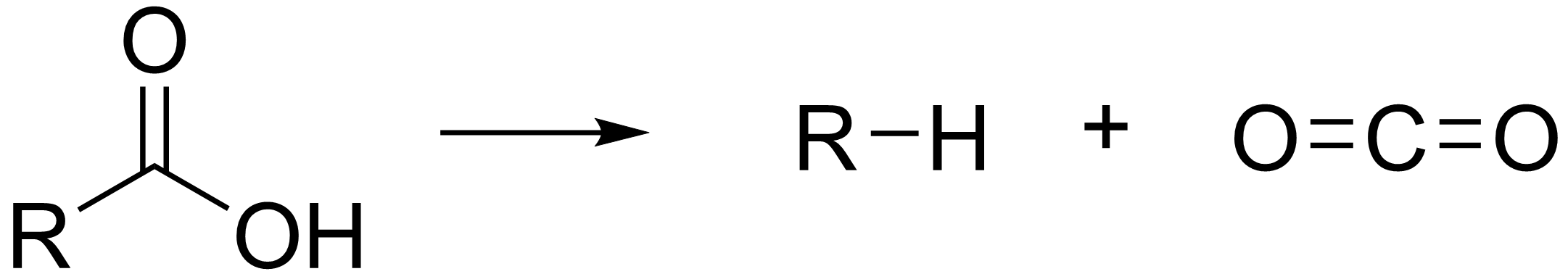
نزع الكربوكسيل

نزع الكربوكسيل(بالإنجليزية: Decarboxylation)‏هو تفاعل كيميائي يتم فيه نزع مجموعة كربوكسيلية وينتج عن هذا التفاعل ثنائي أكسيد الكربون CO2.
عادةً، نزع الكربوكسيل يُشير إلى التفاعل الذي يتم فيه نزع الأحماض الكربوكسيلية عن طريق نزع ذرة كربون من سلسلة كربونية. العملية المعاكسة تُدعى "إضافة الكربوكسيل"، والتي تمثل أول خطوة كيميائية في عملية التركيب الضوئي.  

## في الكيمياء العضوية

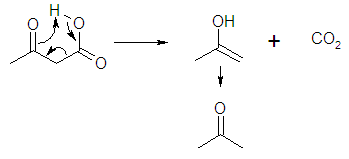
إزالة الكربوكسيل

عني مصطلح "نزع الكربوكسيل" عادةً استبدال مجموعة الكربوكسيل (−C (O) OH) بذرة هيدروجين:
{\displaystyle {\ce {RCO2H -> RH + CO2}}}
نلاحظ في هذا التفاعل أن ينتج أيضا ثاني أكسيد الكربون.
نزع الكربوكسيل هو أحد أقدم التفاعلات العضوية المعروفة. إنها إحدى العمليات التي يُفترض أنها مصاحبة للتحلل الحراري والتقطير الإتلافي . تسهل الأملاح المعدنية ، وخاصة مركبات النحاس ،  التفاعل عبر وسيطة معقدات الكربوكسيل المعدنية. يمكن أن ينتج عن نزع الكربوكسيل من كربوكسيلات الأريل ما يعادل أنيون الأريل المقابل ، والذي بدوره يمكن أن يخضع لتفاعلات اقتران متصالبة.
غالبًا ما يكون نزع الكربوكسيل من الأحماض القلوية بطيئًا. وبالتالي ، فإن الأحماض الدهنية النموذجية لا تنزع الكربوكسيل بسهولة. بشكل عام ، تعتمد منشأة نزع الكربوكسيل على استقرار أيون الكربون الوسيط (-R) R .
الاستثناءات المهمة هي نزع الكربوكسيل من أحماض بيتا كيتو ، والأحماض بيتا ، وبيتا غير المشبعة ، وألفا فينيل ، وألفا نيترو ، وألفا سايانو. يتم تسريع مثل هذه التفاعلات بسبب تكوين أيون مزدوج صنو حيث يتم اضافة بروتون للكربونيل ويتم نزع برونون من مجموعة الكربوكسيل.

## في الكيمياء الحيوية
تفاعلات نزع الكربوكسيل منتشرة في علم الأحياء. غالبًا ما يتم تصنيفها وفقًا للعوامل المساعدة التي تحفز التحولات. تؤثر العمليات المقترنة بالبيوتين على نزع الكربوكسيل من malonyl-CoA إلى acetyl-CoA . (acetyl-CoA يسمى بالعربية أسيتيل مرافق الإنزيم-أ)
الثيامين فيتامين ب1 (T :) هو المكون النشط لنزع الكربوكسيل من alpha-ketoacids ، بما في ذلك البيروفات:
{\displaystyle {\ce {T\!:+\ RC(O)CO2H->T=C(OH)R{}+CO2}}}
{\displaystyle {\ce {T=C(OH)R{}+R'COOH->T\!:+\ RC(O)CH(OH)R'}}}
فوسفات البيريدوكسال يعزز نزع الكربوكسيل من الأحماض الأمينية. فلافين - ديكاربوكسيلاس يعتمد على المشاركة في تحولات السيستين.
تعمل الهيدروكسيلات التي أساسها الحديد عن طريق التنشيط الاختزالي لـ O2 باستخدام نزع الكربوكسيل من ألفا-كيتوغلوتارات كمتبرع للإلكترون. يمكن تصوير نزع الكربوكسيل على النحو التالي:
{\displaystyle {\ce {RC(O)CO2Fe^{II}{}+ O2 -> RCO2Fe^{IV}\! =O + CO2}}}
{\displaystyle {\ce {RCO2Fe^{IV}\! =O + R'-H -> RCO2Fe^{II}{}+ R'OH}}}

## دراسات
